# Miền Việt Nam
Lãnh thổ Việt Nam trải dài từ Bắc xuống Nam gồm nhiều miền địa lý khác nhau, đây là kết quả của quá trình Nam tiến kéo dài suốt 1.000 năm trong lịch sử Việt Nam. Do lịch sử và theo mục đích kinh tế, văn hóa, xã hội, dân cư và địa lý, lãnh thổ Việt Nam được chia thành các miền theo những cách khác nhau.

## Phân chia theo chính trị
Dưới thời Trịnh – Nguyễn phân tranh, đất nước gồm Bắc Hà (do chúa Trịnh cai quản) và Nam Hà (do chúa Nguyễn cai quản). Đầu thế kỷ 19, vua Gia Long đã thống nhất Việt Nam và xóa bỏ tình trạng Bắc Hà, Nam Hà.
Trong thời gian Chiến tranh Đông Dương, theo cách phân chia của Đảng Cộng sản Việt Nam thì gồm 2 vùng xen kẽ trên cả nước, là vùng giải phóng và vùng địch tạm chiếm.
Trong thời gian Chiến tranh Việt Nam, được gọi là Miền Bắc và Miền Nam, hay Bắc Việt và Nam Việt.

## Phân chia theo hành chính
Dưới thời chính quyền Đông Dương thuộc Pháp, kể từ năm 1887, lãnh thổ Việt Nam được phân chia thành Tonkin (Bắc Kỳ), Annam (Trung Kỳ) và Cochinchine (Nam Kỳ).
Ngày 9 tháng 3 năm 1945, Nhật Bản đảo chính Pháp tại Đông Dương, chính quyền Nhật đã hủy bỏ việc gọi "Kỳ" mà gọi là Bắc Bộ, Trung Bộ và Nam Bộ (tương đồng với cách gọi hiện nay).
Cuối năm 1945, Pháp mang quân quay lại Việt Nam, tuyên bố "trao trả độc lập" Việt Nam cho Bảo Đại, lãnh thổ được gọi là Bắc Việt, Trung Việt và Nam Việt. Về sau bổ sung thêm Hoàng triều Cương thổ. Chiếu dụ 21 vào ngày 11 tháng 3 năm 1955, Hoàng triều Cương thổ bị giải thể.
Ngày 23 tháng 10 năm 1956, dưới thời chính quyền Việt Nam Cộng hòa, theo Sắc lệnh số 143 – NV của tổng thống Ngô Đình Diệm, Bắc Việt, Trung Việt và Nam Việt bị bãi bỏ, ba miền chính thức được gọi là Bắc Phần, Trung Phần và Nam Phần.

## Phân chia theo điều kiện tự nhiên và kinh tế – xã hội

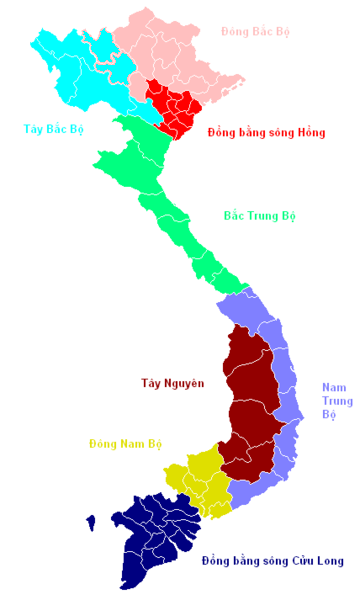
Phân vùng hiện nay

Hiện nay toàn lãnh thổ Việt Nam được tổ chức thành 34 đơn vị hành chính cấp tỉnh, được xếp vào các miền như sau:
1. Bắc Bộ (hay còn gọi là miền Bắc) gồm có 15 tỉnh, thành phía bắc tỉnh Thanh Hóa được chia thành 3 tiểu vùng:
- Tây Bắc Bộ (4 tỉnh): Lào Cai, Lai Châu, Điện Biên và Sơn La.
- Đông Bắc Bộ (5 tỉnh): Tuyên Quang, Phú Thọ, Thái Nguyên, Cao Bằng và Lạng Sơn.

Tây Bắc Bộ và Đông Bắc Bộ có thể được gộp chung lại thành Trung du và miền núi Bắc Bộ.
- Đồng bằng sông Hồng (6 tỉnh, thành): Thủ đô Hà Nội, Hải Phòng, Bắc Ninh, Hưng Yên, Ninh Bình và Quảng Ninh.

2. Trung Bộ (hay còn gọi là miền Trung) gồm có 11 tỉnh, thành từ Thanh Hóa trở vào đến Lâm Đồng được chia thành 2 tiểu vùng:
- Bắc Trung Bộ (5 tỉnh, thành):[7] Huế, Thanh Hóa, Nghệ An, Hà Tĩnh và Quảng Trị.
- Nam Trung Bộ (6 tỉnh, thành):[7] Đà Nẵng, Quảng Ngãi, Gia Lai, Đắk Lắk, Khánh Hòa và Lâm Đồng.

3. Nam Bộ (hay còn gọi là miền Nam) gồm có 8 tỉnh, thành phía nam tỉnh Lâm Đồng được chia thành 2 tiểu vùng:
- Đông Nam Bộ hay miền Đông (3 tỉnh, thành):[8] Thành phố Hồ Chí Minh, Đồng Nai và Tây Ninh.
- Đồng bằng sông Cửu Long hay Tây Nam Bộ, miền Tây (5 tỉnh, thành):[9] Cần Thơ, Vĩnh Long, Đồng Tháp, An Giang và Cà Mau.

## Phân chia kinh tế trọng điểm
- Vùng kinh tế trọng điểm Bắc Bộ
- Vùng kinh tế trọng điểm Trung Bộ
- Vùng kinh tế trọng điểm Nam Bộ
- Vùng kinh tế trọng điểm vùng Đồng bằng sông Cửu Long